# Edwin J. Burke
Edwin J. Burke (Albany, 30 agosto 1889 – New York, 26 settembre 1944) è stato uno sceneggiatore e commediografo statunitense.
Fu uno dei primi commediografi a trasferirsi ad Hollywood dopo l'avvento del sonoro.
Nel 1932 si aggiudicò l'Oscar alla migliore sceneggiatura non originale per Bad Girl di Frank Borzage.

## Biografia
Edwin J. Burke iniziò la carriera di attore in una compagnia shakespeariana nel 1910, dopo aver frequentato l'Accademia americana di arti drammatiche di New York. In seguito si dedicò alla regia e dopo lo sciopero degli attori del 1919, a causa delle difficoltà finanziarie decise di dedicarsi alla scrittura per il teatro vaudeville, producendo più di 250 sketch e atti unici nel corso dei successivi dieci anni.
Nel 1928 fu chiamato a Hollywood per l'adattamento cinematografico della sua commedia This Thing Called Love. La pellicola venne diretta l'anno successivo da Paul L. Stein e fu girata di nuovo nel 1941 da Alexander Hall. Nel 1948 e nel 1952 vennero tratti anche due episodi di serie televisive. Sempre nel 1929 uscì il film Woman Trap di William A. Wellman, basato su un suo soggetto intitolato Brothers.
Dopo aver lavorato ad alcuni film di successo, tra cui Bad Girl che nel 1931 gli valse il premio Oscar, nel 1934 fu co-autore del soggetto di La mascotte dell'aeroporto insieme a David Butler e diresse il film drammatico Now I'll Tell, di cui scrisse la sceneggiatura basandosi sull'autobiografia di Carolyn Green, moglie del criminale statunitense Arnold Rothstein.
Nel 1935 lasciò Hollywood e si trasferì a High Bridge, nel New Jersey. Morì a seguito di una breve malattia a New York il 26 settembre 1944, all'età di 55 anni, poco dopo aver terminato di lavorare con Winfield Sheehan sulla sceneggiatura di Capitano Eddie, film basato sulla vita dell'aviatore e imprenditore Eddie Rickenbacker.
Burke aveva lavorato anche come direttore della casa di riposo per attori "Percy Williams" di East Islip, a Long Island.

## Filmografia

### Cortometraggi
- Good Medicine, regia di Leslie Pearce (1929)
- It Might Be Worse, regia di Norman Taurog (1931)
- I gioielli rubati (The Stolen Jools), regia di William C. McGann (1931) - non accreditato
- Auto Intoxication, regia di Albert Ray (1931)

### Lungometraggi
- Plastered in Paris, regia di Benjamin Stoloff (1928)
- Rivincita (Speakeasy), regia di Benjamin Stoloff (1929)
- Not Quite Decent, regia di Irving Cummings (1929)
- Giorni felici (Happy Days), regia di Benjamin Stoloff (1929)
- Servizio segreto (The Girl from Havana), regia di Benjamin Stoloff (1929)
- Woman Trap, regia di William A. Wellman (1929)
- Love, Live and Laugh, regia di William K. Howard (1929)
- This Thing Called Love, regia di Paul L. Stein (1929)
- Harmony at Home, regia di Hamilton MacFadden (1930)
- Il tormento di un uomo (Man Trouble), regia di Berthold Viertel (1930)
- The Dancers, regia di Chandler Sprague (1930)
- Rinascita (The Man Who Came Back), regia di Raoul Walsh (1931)
- Camino del infierno, regia di Richard Harlan (1931)
- Una notte indiavolata (Mr. Lemon of Orange), regia di John G. Blystone (1931)
- Young as You Feel, regia di Frank Borzage (1931)
- Bad Girl, regia di Frank Borzage (1931)
- Sob Sister, regia di Alfred Santell (1931)
- Dance Team, regia di Sidney Lanfield (1932)
- Down to Earth, regia di David Butler (1932)
- Sangue ribelle (Call Her Savage), regia di John Francis Dillon (1932)
- Hello, sister! (1933)
- Adorabile (Paddy the Next Best Thing), regia di Harry Lachman (1933)
- Now I'll Tell (1934) - anche regia
- La mascotte dell'aeroporto (Bright Eyes), regia di David Butler (1934)
- Ritornerà primavera (One More Spring), regia di Henry King (1935)
- The Farmer Takes a Wife, regia di Victor Fleming (1935)
- Follie di Broadway 1936 (Broadway Melody of 1936), regia di Roy Del Ruth (1935)
- La piccola ribelle (The Littlest Rebel), regia di David Butler (1935)
- Song and Dance Man, regia di Allan Dwan (1936) - non accreditato
- Ciò che si chiama amore (This Thing Called Love), regia di Alexander Hall (1941)

### Serie tv
- The Philco Television Playhouse
- episodio This Thing Called Love, regia di Fred Coe (7 novembre 1948)
- Broadway Television Theatre
- episodio This Thing Called Love (1º dicembre 1952)
- episodio The Thirteenth Chair (28 dicembre 1953)

## Riconoscimenti
- Premio Oscar
  - 1932 – Migliore sceneggiatura non originale per Bad Girl